# برغر نباتي
برغر نباتي هي شطيرة همبرغر لا تحتوي على اللحوم. قد تكون هذه البرغر مصنوعة من مكونات مثل الفول، وخصوصا فول الصويا والتوفو، والمكسرات، والحبوب والبذور أو الفطريات مثل الفطر أو مايكروبروتين

## التاريخ

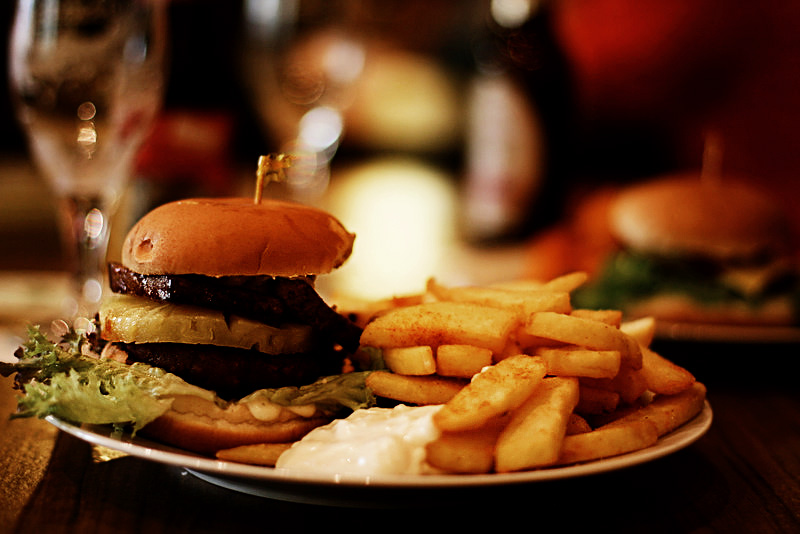
برغر نباتي

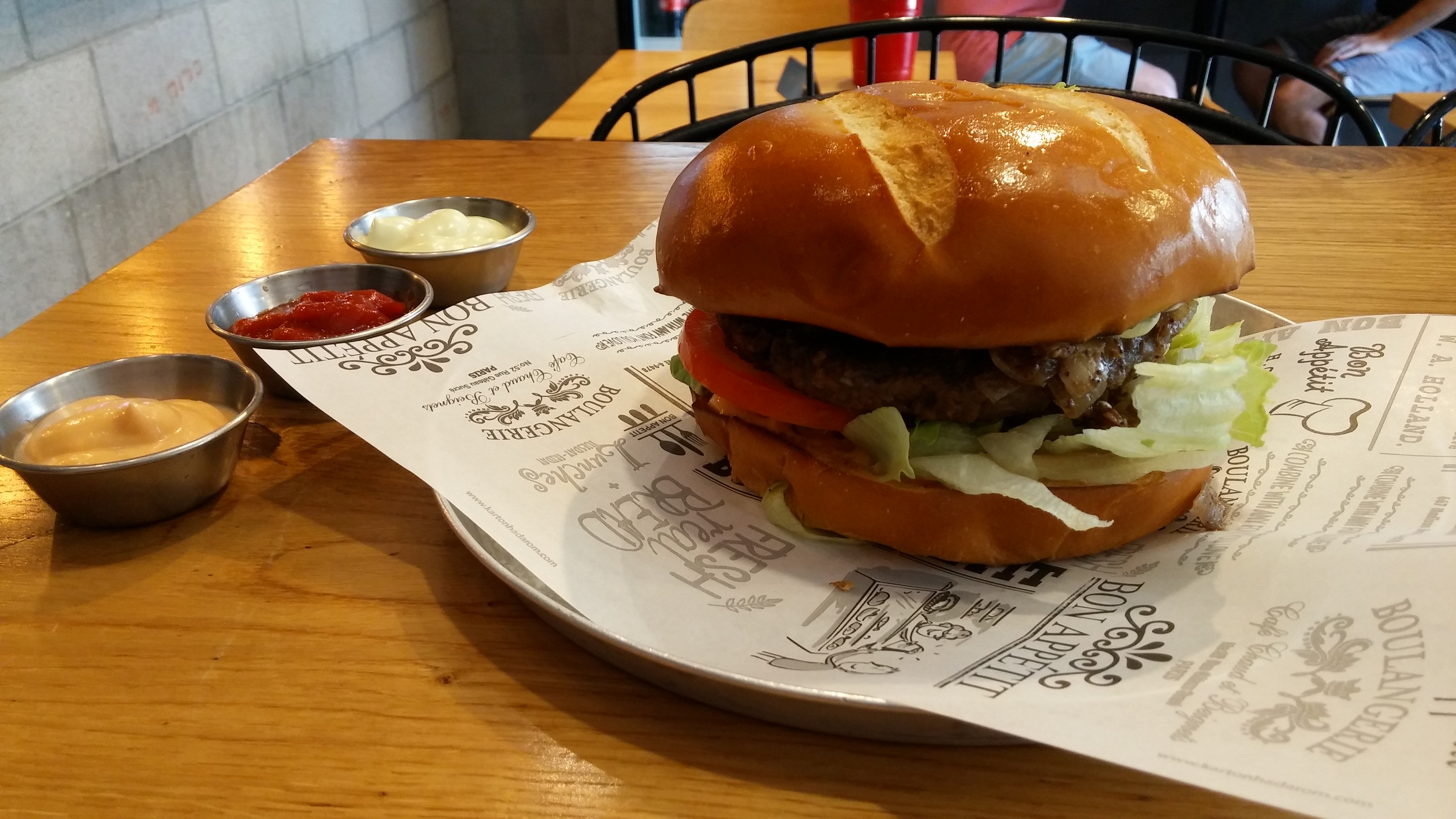
برغر نباتي

كانت هناك ادعاءات عديدة لاختراع برجر الخضروات. قد يكون هذا الطبق، بالاسم، أنشئه جريجوري سامز في لندن عام 1982.

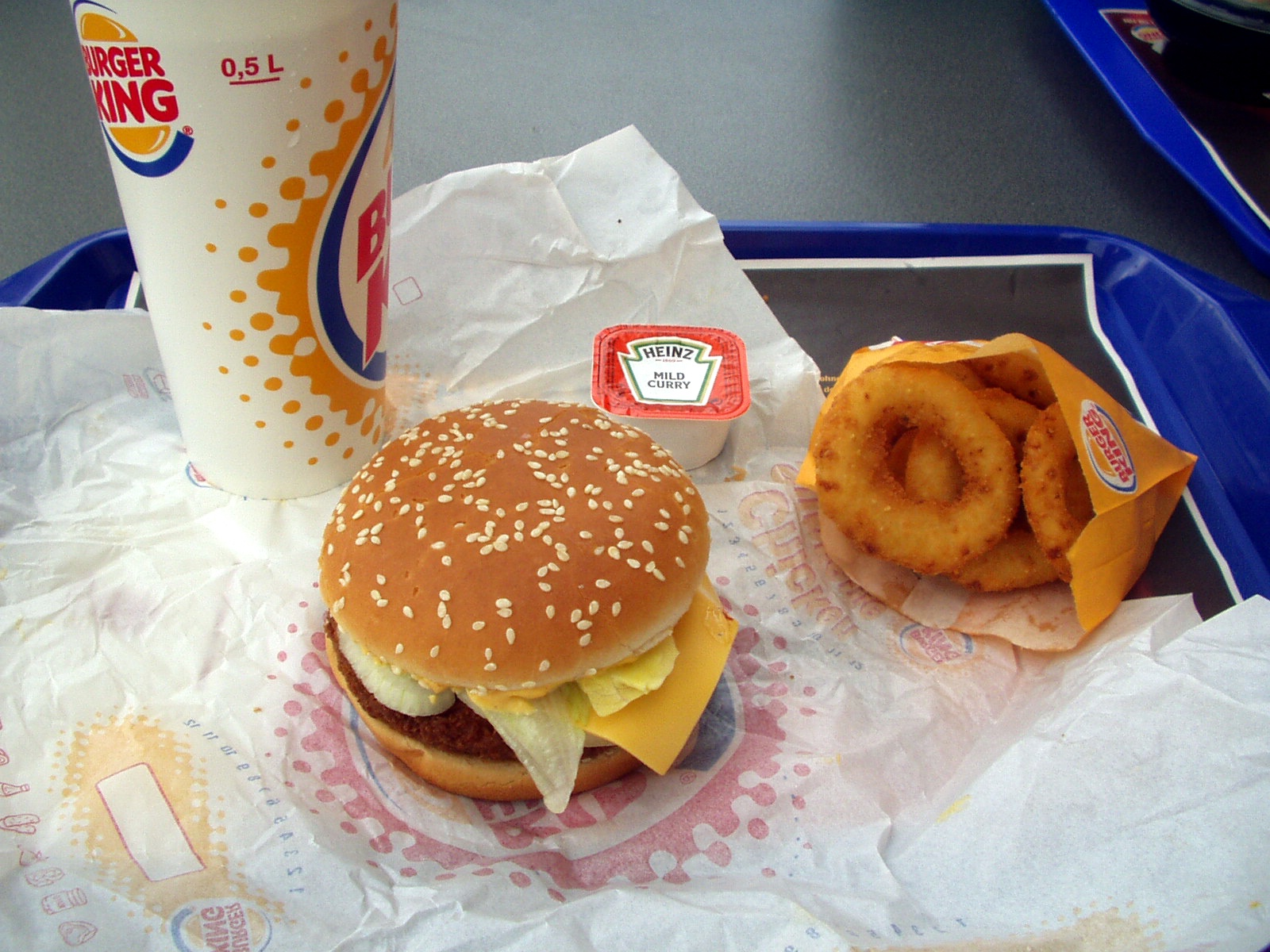
البرغر النباتي من مطعم برغر كينغ

## المطاعم
تقدم بعض شركات الوجبات السريعة الأطعمة النباتية بشكل متزايد منذ بداية القرن الواحد والعشرين.

### الهند
في الهند حيث تنتشر النباتات على نطاق واسع، تقدم مطاعم ماكدونالدز، وبرجر كينج، ووينديز وكي إف سي برغر خضروات. في عام 2012، افتتحت ماكدونالدز أول مطعم نباتي فقط في الهند.

#### حول العالم
يتم تقديم أنواع مختلفة من البرغر النباتي بشكل دائم في مطاعم ماكدونالدز في:
- الهند (McVeggie، تتكون من فطيرة مقلية ومخبوزة من الخضار المطحونة، مع الخس والكاتشب، في كعكة كاملة من السمسم، أو البطاطا المقلية)
- البحرين[5]
- تشيونغ تشاو، هونغ كونغ (McVeggie، في مهرجان كعكة تشونغ تشاو)
- مصر (ماكفلافل، يتكون من فلافل الفلفل مع الطماطم والخس وصلصة الطحينة)[6]
- ألمانيا منذ فبراير 2010، تقوم ماكدونالدز في ألمانيا، رابع أكبر سوق عالمي لها، بتقديم برغر الخضروات في جميع مطاعمها.[7][8]
- اليونان (McVeggie، يتألف من فطيرة الخضار المقلي بالخبز مع الطماطم والخس والكاتشب، في كعكة السمسم)[9]
- ماليزيا[10]
- هولندا (Groentenburger، برغر الخضار)[11]
- البرتغال (McVeggie، منذ نوفمبر 2016)[12]
- السويد (ماكغاردن)[13]
- سويسرا (فيجي ماك)[14][15]
- الإمارات العربية المتحدة

### الولايات المتحدة
في الولايات المتحدة اعتبارًا من إبريل 2005، أصبح البرغر الخضروات متاحًا في مطاعم برجر كنج وتلك الموجودة في مطعم Hungry Jack's. وفي نفس الوقت، كانت متوفرة أيضًا في بعض سيارات «صب واي» و«هارفي»، بالإضافة إلى العديد من مطاعم السلسلة، مثل «ريد روبن» و«تشيليز» و«دينيز» و«فريندليز» و«كولفيرز» و«جوني روكتس» و«هارد روك كافيه». في بعض الأحيان، يظهر خيار برغر الخضروات في أسفل القائمة كبديل محتمل للحوم البقر أو البرغر الروماني، بدلاً من أن يكون كعنصر قائمة فردي.

## عملية التصنيع
التصنيع عادة ما يتبع خطوات معينة.

### التنظيف
يتم غسل الحبوب والخضروات المستخدمة في الفطائر أولاً وتنظيفها جيداً للمساعدة على ضمان إزالة الأوساخ والبكتيريا والبقايا الكيميائية وغيرها من المواد التي قد تكون على المنتجات الخام. هذه العملية يمكن أن تتم إما باليد أو من خلال استخدام الآلات مثل الرشاشات عالية الضغط. مع استخدام الحزام الناقل، يتم تحريك الطعام على طول بخاخ عالي الضغط لإزالة الحطام المذكور أعلاه.

### طبخ البقوليات
بعد ذلك، يتم استخدام خلاط بخار ساخن لطهي الحبوب وإزالة أي حطام إضافي ومياه زائدة. يحتوي الخلاط عادة على زيوت داخله (مثل زيت القرطم). كما يغلي النفط، يتم إضافة الحبوب تدريجياً ويتم استخدام ريش لخلط الحبوب حولها. يسمح البخار الناتج في الخلاط للحبوب بالطهي مما يؤدي إلى هريس.
تقطيع الخضار
بعد ذلك يتم تقطيع الخضراوات إلى قطع أصغر للسماح بمساحة أكبر لأغراض الطهي، يمكن القيام بذلك باليد أو من خلال استخدام الآلات في المصانع.
الجمع بين الحبوب والخضروات
ثم تضاف الخضار إلى خليط الحبوب في الخليط الذي يتم تسخينه بالبخار. نسبة الدقيق من الحبوب إلى الخضار هي فريدة من نوعها لكل شركة، مما أدى إلى القوام والأذواق المختلفة التي يتم إنتاجها.
يمكن إضافة المكونات الجافة، مثل الشوفان، إلى عملية التصنيع.
ثم يوضع خليط الميربوا في حوض خلط آخر، حيث يتم إضافة المكونات الجافة مثل الشوفان، الجوز، رقائق البطاطس، وأكثر من ذلك. ثم يتم طي الخليط معا لجعل المزيج موحداً. تسبب الرطوبة الناتجة من الخضار أن يصبح المزيج لزجًا، وبالتالي يتكتل معًا مثل عجينة البسكويت. هذا أمر مهم، لأنه يسمح برغر الخضروات للالتصاق معا لتشكيل باتي.
تشكيل الفطائر
يتم الآن وضع الخليط في آلة صنع فطيرة أو آلة أوتوماتيكية. بعد ذلك تقوم الصحافة بضرب الفطائر في شكل قرص على حزام ناقل تحته. يمكن أيضًا استخدام رذاذ ثابت من الماء لمنع أي من المزيج من الالتصاق بأجزاء الماكينة، مرة واحدة على علبة الناقل، تتحرك الفطائر على طول ليتم وضعها على صواني الخبز.

###### تجمد سريع
بمجرد الخروج من الفرن، يتم تجميد الفطائر بسرعة باستخدام تقنيات مثل التجميد الفردي السريع والتجميد المبرد. هذه الطرق التجميد السريع تجميد الفطائر في غضون 30 دقيقة لقفل المواد المغذية والحفاظ على الملمس عن طريق تشكيل عدد من بلورات الثلج الصغيرة.

###### التعبئة والتغليف
مرة أخرى يتم وضع الفطائر المجمدة على حزام ناقل الذي يأخذهم إلى آلة التعبئة والتغليف. تقوم الآلة بإغلاقها في أكمام بلاستيكية مدروسة وتستخلص أي هواء زائد. ثم يتم تحميل الحزم في صناديق من الورق المقوى المطبوعة بمساعدة جهاز آخر أو القيام به يدويًا. ثم يتم إغلاق اللوحات على الصندوق وإبقاء المنتج في تخزين يتم التحكم بدرجة حرارته قبل وأثناء وبعد تسليمه إلى متاجر البقالة.

## وصلات خارجية
- /od/veggieburgerrecipes/Veggie_Burger_Recipes.htm Veggie Burger Recipes
- The Walnut Burger